# Pseudosorghum zollingeri
Pseudosorghum zollingeri là một loài thực vật có hoa trong họ Hòa thảo. Loài này được (Steud.) A.Camus miêu tả khoa học đầu tiên năm 1920.